# Kras v Sloveniji
Kras v Sloveniji obsega 49,7 % celotne površine države.
| Litologija                              | % površja |
| --------------------------------------- | --------- |
| kras v apnencu                          | 24,6      |
| kras v apnencu in dolomitu              | 1,9       |
| kras v dolomitu                         | 12,4      |
| kras v klastičnih karbonatnih kamninah  | 5,1       |
| kras v flišu                            | 0,5       |
| kras, pokrit s karbonatnim gruščem      | 2,5       |
| kras, pokrit z drobnozrnatimi sedimenti | 2,0       |
| kras, pokrit s karbonatnim tilom        | 0,8       |
| SKUPAJ                                  | 49,7      |

Kras v Sloveniji v glavnem delimo na:
- popolni kras, to so debeli skladi apnenca, ki vsebujejo vse kraške pojave in ga najdemo na Notranjskem in v visokogorju;
- nepopolni kras, to so plitvi skladi apnenca, ki vsebujejo le površinske kraške pojave in ga najdemo na Dolenjskem in v Beli krajini.

## Vrste krasa v Sloveniji
- V Sloveniji prevladuje klasični dinarski kras (Kras, Primorska, Notranjska in Dolenjska).
- Visoki kras (Trnovski gozd, Snežniška planota).
- Rečni kras (dolomit, predvsem osrednja Slovenija).
- Visokogorski kras (Julijske Alpe, Karavanke, Savinjske Alpe, Kamniško-Savinjske alpe).
- Plitvi ali izolirani kras (manjše zaplate apnenca ali apnenega konglomerata; npr. Ponikovski kras).

## Nastanek kraškega površja
Kraško površje nastane zaradi raztapljanja apnenca, ki je ena od prevladujočih kamnin v dinarskem svetu (apnenec in dolomit 80 % vseh kamnin). 
Zaradi tega nastajajo kraške oblike, ki jih delimo na površinske (vrtače, uvale, kraška polja, slepe (ali kraške) doline, udorne vrtače ali koliševke, ponikalnice) in podzemne (kraške jame in brezna).